# Sentier de la Pointe
Cet article possède des paronymes, voir rue de la Pointe-d’Ivry et rue du Moulin-de-la-Pointe.
Le sentier de la Pointe est une voie du 20e arrondissement de Paris, en France.

## Situation et accès
Le sentier de la Pointe est une voie publique située dans le 20e arrondissement de Paris. Il débute au 71, rue des Vignoles et se termine au 60, place de la Réunion. C'est l'une des voies les plus courtes de Paris.

## Origine du nom
Son nom rappelle un ancien lieu-dit voisin de l'angle aigu formé par les rues actuelles de Bagnolet et de Fontarabie. 
Un rapport de deux gardes-messiers du 14 mai 1761 indique que le lieu était « un endroit planté en luzerne » : 
« Sont comparus Antoine Beaune, vigneron à Fontarabie, et Claude Savard, aussi vigneron, demeurant en ce lieu, tous deux gardes messiers des fruits et légumes du terroir du dit Charonne pour la présente année, lesquels nous ont dit et déclaré qu'étant à faire leurs fonctions de gardes messiers au canton appelé les Buttes ou la pointe de Charonne, ils auroient trouvé un homme d'environ quarante ans, avec une fille d'environ treize ou quatorze ans dans une posture indécente et que la pudeur défend de nommer, pourquoy ils s'en seroient à l'instant saisis et conduits en prison de cette justice […].
Le galant s'appelait Pierre-Jean Verdigant, compagnon ébéniste de la rue de Charenton ; il avait donné rendez-vous à Manon Gautier, fille de journée de sa femme, au Pavillon du château, qui était une charmante guinguette tenue par Debray, pour y boire du vin de Charonne et y manger des œufs frais dans le jardin.
Le rapport des messiers nous apprend que Verdigant proposa ensuite à Manon d'aller faire un tour “dans un endroit planté en luzerne”. »

## Historique
Cette voie est un chemin rural de l'ancienne commune de Charonne, attesté depuis le XVIIIe siècle et indiqué sur le plan de 1830.